# Amanda Villatoro
Amanda Claribel Villatoro (Uluazapa, departamento de San Miguel, 7 de octubre de 1961), conocida como Amanda Villatoro, es una sindicalista salvadoreña y alto cargo en organizaciones sindicales internacionales. Es Secretaria de Política Sindical y Educación de la Confederación Sindical de trabajadores y trabajadoras de las Américas (CSA), la organización regional de la Confederación Sindical Internacional (CSI). Entre 1991 y 1994 fue diputada propietaria en la Asamblea Legislativa de El Salvador.

## Trayectoria sindicalista
Amanda Villatoro se inició en el movimiento sindicalista para defender los derechos de las personas trabajadoras en las Américas. 
Desde 2008 es Secretaria de Política Sindical y Educación de la Confederación Sindical de Trabajadores y Trabajadoras de las Américas (CSA), la entidad sindical más potente de América, que fue creada en 2008 y que afilia a 48 organizaciones nacionales de 21 países, representando a 50 millones de personas trabajadoras. La CSA es la organización regional de la Confederación Sindical Internacional (CSI).
Se encarga de la sección de Educación y Formación Sindical, de la sección de Equidad e Igualdad de Género y de la sección de Juventud Trabajadora de las Américas, dentro de sus responsabilidades como Secretaria de Política Sindical y Educación de la CSA. Entre otros asuntos, promueve la Negociación Colectiva y Cláusulas de Igualdad de Género en la Organización Internacional del Trabajo (OIT), agencia especializada de las Naciones Unidas. y trabaja en la estrategia organizacional de la CSA como eje fundamental de crecimiento y empoderamiento de la confederación y de las personas trabajadora de las Américas en un sentido amplio.

## Trayectoria política
Entre otras muchas actuaciones, estuvo en Chile cuando se logró la democracia para ayudar a la reconstrucción del país y al movimiento sindicalista de apoyo a la clase trabajadora. Participó en las acción para llevar la paz a El Salvador tras años de guerra y de intervención estadounidense, cuando era coordinadora de la Unión Obrera Campesina (UNOC) en el oriente salvadoreño. Formó parte de la delegación de la Organización Regional Interamericana de Trabajadores (ORIT) asistente a la Conferencia Sindical Internacional CIOSL - ORIT - CGT sobre Deuda Externa celebrada en Argentina en 1985 para abordar este tema en profundidad y las salidas para evitar que continuara la asfixia económica de Argentina y de América Latina en general. Acudió a Honduras en 2009 en representación de CSA para reclamar la vuelta del presidente constitucional, Manuel Zayas, depuesto por un golpe de Estado.
Su pensamiento estratégico sobre la democracia social desde el feminismo es referente en los estudios sobre las aportaciones de las mujeres legisladoras de América Central. Las mujeres centroamericanas fueron pieza esencial para la recuperación de la región: entre 1980 y 1999, en medio de la guerra y la crisis económica, un número récord de mujeres fueron elegidas para legislaturas nacionales en las repúblicas centroamericanas de Costa Rica, El Salvador, Guatemala, Honduras, and Nicaragua, y su acción política supuso un cambio de paradigma y resultados que se toman como modelo.
Participó en el Foro de E&N "Mujeres desafiantes de Centroamérica" organizado por la revista Estrategias & Negocios que se celebró en agosto de 2017 bajo el lema "Liderando con propósito" en la capital salvadoreña. Es considerada como una líder sindical de proyección hemisférica y entre las mujeres que aportan su liderazgo para el progreso socioeconómico de Centroamérica.
En noviembre de 2017 organizó junto a Gonzalo Berrón, del Transnational Institute (TNI), la "Jornada Continental: Resistencias populares frente al poder de las transnacionales" sobre los desafíos que las empresas transnacionales suponen para América y para el mundo en general, y cómo afectan a las relaciones laborales y la vida de las personas trabajadoras, reforzando la necesidad de los movimientos sociales.
Su labor de empoderamiento y visibilidad de mujeres sindicalistas por todo el mundo es constante. En Chile en 2017, junto a la presidenta Michelle Bachelet, Simone Reperger,  Fabio Bertranou y  300 personas, mayoritariamente mujeres dirigentes sindicales del sector privado y público, reclamaron mayor cuota para las dirigentes sindicalistas e igualdad de género.  En 2018 continuó con esta tarea en su visita a Andalucía en abril de ese año apoyó a Carmen Castilla, presidenta de UGT-Andalucía, primera mujer en liderar una organización sindical en Andalucía.

## Reconocimientos
Se dio su nombre, Amanda Villatoro, a la segunda Aula Sindical inaugurada dentro del Proyecto Integración y Fortalecimiento Sindical en Centroamérica –PROINFOS-, en apoyo a la Coordinadora Sindical de América Central y el Caribe –CSACC, para el desarrollo del Programa Nacional de Formación y Capacitación de El Salvador. Se consideró un acto especialmente significativo por lograr congregar a representantes de CATS, CUTS, CNTS y CTD, necesario en momentos de conflicto en el país. El Aula inaugurada lleva el nombre de la dirigente Amanda Villatoro, como reconocimiento de sus compatriotas a su destacada labor sindical nacional e internacional.